# ناحیه دیرفیلد، شهرستان فولتن، ایلینوی
ناحیه دیرفیلد (به انگلیسی: Deerfield Township) یک منطقهٔ مسکونی در ایالات متحده آمریکا است که در شهرستان فولتن، ایلینوی واقع شده‌است. ناحیه دیرفیلد ۱۹۵ متر بالاتر از سطح دریا واقع شده‌است.